# Leioproctus ibanezii
Leioproctus ibanezii är en biart som först beskrevs av Ruiz 1944.  Leioproctus ibanezii ingår i släktet Leioproctus och familjen korttungebin. Inga underarter finns listade i Catalogue of Life.